# Plankton
Plankton (iz grške besede πλαγκτος planktos, 'postopač', 'klatež') je združba, ki jo sestavljajo organizmi, ki lebdijo v vodi in niso aktivni plavalci. Lebdenje jim omogočajo njihova zgradba - povečana telesna površina, oljne kapljice itd. Velikost organizmov niha od 1 μm, kar pomeni manj kot 1 mm (enocelične alge), do približno 1 m (meduze). V planktonu so tudi večcelične živali. S plavanjem si pomagajo le toliko, da ne potonejo. Enocelične planktonske živali se hranijo z rastlinskim in bakterijskim planktonom, večcelične pa tudi z manjšimi živalmi. Plenilci lahko izkoristijo le majhen del organskih snovi iz plena, zato v morju in tudi drugje na Zemlji prevladujejo zelo drobna živa bitja.
Plankton sestavljajo rastlinski - fitoplankton in živalski organizmi - zooplankton. Z njimi se prehranjujejo meduze.